# Traian, Teleorman
Traian este satul de reședință al comunei cu același nume din județul Teleorman, Muntenia, România.